# Chrysallida intermixta
Chrysallida intermixta is een slakkensoort uit de familie van de Pyramidellidae. De wetenschappelijke naam van de soort is voor het eerst geldig gepubliceerd in 1884 door Monterosato.